# تصمیم‌گیری داده‌محور
تصمیم‌گیری داده‌محور (Data-Driven Decision Making) فرایند تصمیم‌گیری بر اساس تحلیل داده به جای اتکای صرف به تجربه و شهود (Gut-Based Decision Making) است. یک متخصص بازاریابی می‌تواند تنها بر اساس تجریه خود نوع تبلیغات برای محصول را انتخاب کند یا بر اساس داده‌های قبلی که نشان می‌دهد مشتریان چه‌طور به تبلیغات واکنش نشان می‌دهند. همین‌طور می‌تواند ترکیبی از این رویکردها را در تصمیم‌گیری داشته باشد. تصمیم‌گیری داده‌محور حالت همه یا هیچ (یا صفر و یکی) ندارد. شرکت‌های مختلف می‌توانند به تناسب شرایط خودشان از این رویکرد استفاده کنند.

## سازمان‌های داده‌محور
بسیاری از سازمان‌ها تصور می‌کنند که داده‌محور هستند چرا که گزارش‌های زیادی دارند یا داشبوردهای زیادی برای آنها طراحی شده‌ است. در حالی که لزوماً چنین نیست. سازمان‌ها زمانی داده‌محور عمل می‌کنند که داده‌های مناسب را جمع‌آوری کنند، داده‌ها معتبر باشند، تحلیل درستی روی آنها انجام شود، نتایج آنها در تصمیم‌گیری در نظر گرفته شود و منجر به اقداماتی شوند که ارزش داده‌ها در آنها کاملاً قابل درک باشد. چنین ترتیبی زنجیره ارزش تحلیل داده‌ها نامیده می‌شود. تنها سازمان‌هایی داده‌محور هستند که بتوانند کل این زنجیره را تا رسیدن به تصمیم‌ها و اقدام‌های لازم در کسب‌وکار طی کنند.
تحلیل داده‌ها یک عنصر کلیدی در سازمان‌های داده محور است. اما اگر نتایج آن جدی گرفته نشود یا به درستی بکار گرفته نشود، سازمان داده‌محور نخواهد بود. سازمان برای داده‌محور بودن باید فرایندهای لازم و فرهنگ تصمیم‌گیری بر اساس داده‌ها را داشته باشد به طوری که این تصمیم‌ها روی کسب‌وکار سازمان مؤثر باشد. فرهنگ موضوعی چندبعدی است که کیفیت داده‌ها و به اشتراک‌گذاری آنها، استخدام و آموزش متخصصین علم داده، ارتباطات، ساختار سازمانی، طراحی شاخص‌ها و فرایندهای تصمیم‌گیری را دربرمی‌گیرد.
استفاده درست از داده‌ها تنها یک مسئلهٔ فنی نیست اینکه چه پایگاه‌داده‌هایی دارید یا چند متخصص علم داده استخدام کرده‌اید بلکه تعامل پیچیده‌ای بین داده‌هایی است که در اختیار دارید، این که در کجا ذخیره می‌شوند، انسانها چگونه با آنها کار می‌کنند و روی چه مسائلی در سازمان کار می‌شود و تصور می‌شود ارزش حل شدن دارند. بیشتر مردم راجع به فناوری صحبت می‌کنند اما سازمان‌های موفق می‌دانند که انسان‌ها در مرکز این فرایند پیچیده قرار دارند. در هر سازمانی پاسخ به سوال‌هایی از قبیل چه کسی روی داده‌ها کنترل و نظارت دارد؟ این افراد به چه کسانی گزارش می‌دهند؟ و چه طور تصمیم می‌گیرند که روی چه مسائلی کار کنند خیلی مهم‌تر این است که از پایگاه داده SQL Server شرکت مایکروسافت استفاده می‌کنید یا شرکت اوراکل.
معروف‌ترین سازمان‌های داده‌محور شرکتهای اینترنتی هستند: گوگل، آمازون، فیسبوک و لینکدین. البته داده‌محور بودن در انحصار شرکت‌های اینترنتی نیست. والمارت در استفاده از داده‌ها از دهه ۱۹۷۰ همواره پیشگام بوده‌است. این شرکت از اولین شرکتهایی است که از انباره داده‌های حجیم برای مدیریت موجودی کالا استفاده کرد. در دهه ۱۹۸۰ والمارت اولین شرکتی بود که برای افزایش کیفیت داده‌های خود از اسکنرهای بارکد استفاده کرد و بعدها که تعداد فروشگاه‌ها و کالاها به سرعت افزایش یافت، اولین شرکت بزرگی بود که در فناوری‌های RFID سرمایه‌گذاری کرد و در حال حاضر از فناوری‌های پیشرفته پردازش داده‌ها مانند هدوپ و کاساندرا استفاده می‌کند.

## مزایای تصمیم‌گیری داده‌محور
مزایای تصمیم‌گیری داده‌محور بر همگان آشکار شده‌است. اقتصاددانی به نام اریک برینجولفسن و همکارانش در دانشگاه‌های ام‌آی‌تی و مدرسه وارتون دانشگاه پنسیلوانیا مطالعه‌ای روی این موضوع انجام دادند که تصمیم‌گیری داده‌محور چه طور روی عملکرد شرکت‌ها تأثیر می‌گذارد. آنها شاخصی را طراحی کردند که نشان می‌داد شرکتها تا چه حد از داده‌ها در تصمیم‌گیری استفاده می‌کنند و نشان دادند که به لحاظ آماری هر چه یک شرکت داده‌محورتر باشد بهره‌وری آن بیشتر است. حتی با در نظر گرفتن گستره وسیعی از متغیرهای مداخله‌گر چنین نتیجه‌ای به دست می‌آید. یک انحراف معیار بالاتر در شاخص طراحی شده به معنای چهار تا شش درصد بهره‌وری بیشتر است. همین مطالعه نشان داد که تصمیم‌گیری داده‌محور با نرخ بازگشت دارایی‌ها، بازگشت سهام، استفاده از دارایی‌ها و ارزش بازاری همبستگی مثبت دارد و این رابطه علی و معلولی به نظر می‌رسد.
گزارش دیگری نشان داد که در سال ۲۰۱۴ هر دلاری که برای تحلیل داده‌ها هزینه می‌شود به‌طور میانگین ۱۳٫۰۱ دلار بازگشت سرمایه دارد. این نسبت در سال ۲۰۱۱ میلادی ۱۰٫۶۶ دلار بوده‌است.

مطالعه دیگری که در دانشگاه نیویورک انجام شد، این مورد را بررسی کرد که استفاده از فناوریهای کلان‌داده تا چه اندازه می‌تواند به سازمان‌ها کمک کند. این مطالعه نشان داد که با کنترل متغیرهای مداخله‌گر احتمالی، استفاده از فناوریهای کلان‌داده با رشد در بهره‌وری در ارتباط است. یک انحراف معیار بالاتر در استفاده از فناوریهای کلان‌داده با یک تا سه درصد بهره‌وری بیشتر در مقایسه با یک سازمان میانگین در ارتباط است و یک انحراف معیار پایین‌تر با یک تا سه درصد بهره‌وری کمتر.

## پیامدهای تصمیم‌گیری داده‌محور
شایان ذکر است که نتایجی که از تحلیل داده استخراج می‌شود می تواند جایگزینی برای ویژگی‌های انسانی مثل تجربه و قضاوت باشد. حتی قبل از این که ابزارهای هوش مصنوعی به مرحله‌ای برسد که خودکارسازی کامل اتفاق بیفتد، این ابزارهای قدرتمند هر روز بیش از پیش هوش تحلیلی و دانش سازمانی را که مزیت رقابتی کسب‌وکارهاست در خود ذخیره می‌کنند. یک تحلیلگر جوان ساکن کشورهای در حال توسعه می‌تواند با استفاده از این ابزارها با تحلیلگران باتجربه در کشورهای توسعه‌یافته که خواهان حقوق و دستمزد بسیار بالایی هستند رقابت کند. در حالت کلی هر شغلی که دستکاری کردن داده جزء شرح وظایف آن باشد و آن شغل جنبه محلی نداشته باشد مثلا نیازمند شرکت در جلسات حضوری با مشتریان نباشد، در آینده نزدیک در معرض جابجایی به کشورهای در حال توسعه و در آینده دورتر در معرض خودکارسازی کامل است. 